# Проект Fedora

Логотип проекта Fedora

Проект Fedora (с англ. — «федора») — сообщество, занимающееся разработкой операционной системы Fedora, а также рядом других проектов. Этот проект появился в результате слияния Red Hat Linux (RHL) с проектом Fedora в сентябре 2003, и официально спонсируется Red Hat. Проект Fedora разрабатывал пакеты Extras для старых версий Red Hat Linux (RHL 8, RHL 9, FC 1, FC 2) до того как стал частью проекта Fedora.
После разделения Red Hat Linux на Red Hat Enterprise Linux и Fedora пользователи RHL оказались перед выбором. Был создан Red Hat Professional Workstation, призванный занять нишу RHL, однако он был быстро отвергнут пользователями в пользу Fedora. Сейчас сообщество Fedora активно развивается, и дистрибутив Fedora представляет собой открытую разработку, сосредоточенную на новейших технологиях и тесном взаимодействии с основными ветками разработки Linux.

## Руководство
Проект не является отдельным юридическим лицом или организацией, Red Hat несет ответственность за его действия. Совет Fedora Project Board руководит проектом Fedora и включает в себя пять человек, назначенных Red Hat, и четырёх человек, избираемых сообществом. Кроме того, Red Hat назначает председателя проекта (Fedora Project Leader), у которого есть право наложить вето на любое решение совета. Red Hat в своё время создала отдельный фонд Fedora Foundation, чтобы управлять проектом, но после рассмотрения множества проблем отменил его в пользу текущей модели правления.
Проект облегчает коммуникацию онлайн среди своих разработчиков и членов сообщества через общественные списки рассылки и страницы wiki. Он также координирует ежегодный саммит Fedora Users and Developers Conference (FUDCon). Дополнительные конференции проводились в Германии, Англии и Индии.

## Подпроекты
Проект Fedora состоит из нескольких подпроектов. На февраль 2007 эти подпроекты включают в себя:
- Fedora Engineering Steering Committee обеспечивает повседневное технические обеспечение проекта Fedora.
- Fedora Documentation обеспечивает руководства, обучающие программы и справочные материалы, сопровождающие выпуски Fedora.
- Fedora Translation занимается локализацией программного обеспечения, документации и веб-сайтов, связанных с проектом Fedora.
- Fedora Marketing работает над увеличением количества пользователей и разработчиков проекта Fedora.
- Fedora Ambassadors представляют проект Fedora на различных мероприятиях.
- Fedora Artwork разрабатывает визуальное оформление.
- Fedora Infrastructure поддерживает компьютерные ресурсы, от которых зависит проект Fedora, включая списки рассылок, веб-сайт и wiki, склады CVS и Extras.
- Fedora Distribution управляет распространением дистрибутива Fedora на физических носителях.

## Специальные группы
В дополнение к перечисленным выше подпроектам внутри проекта Fedora существует много специальных групп, которые пока не соответствуют критериям, необходимым для получения статуса подпроекта. На февраль 2007, список этих специальных групп включает:
- Fedora Usability стремится увеличивать интуитивность и доступность Fedora Package.
- Fedora Education предназначается для сектора образования включая учителей и студентов.
- Fedora Printing занимается улучшением работы печати в Fedora.
- Fedora Rendering исследует способы создать более приятный пользовательский интерфейс, используя технологии OpenGL и Cairo.
- Fedora Bug Triage занимается технологическими процессами, связанными с сообщениями об ошибках.
- Stateless Linux — проект, направленный на полное отделение системы от данных и пользовательских настроек, направленный на то, чтобы большое кол-во однотипных систем могли использовать один образ, имея собственные настройки для каждой.
- Fedora Engineering включает в себя много специальных групп, занимающихся играми, VoIP, научно-техническими приложениями, музыкой, мультимедийным программным обеспечением и приложениями, написанными на языках mono, Perl, PHP, и Python.
- Fedora Astronomy стремится увеличить поддержку астрономов и астрофизиков в Fedora.